# دينيس رامسدن (الدراج)
دينيس رامسدن (بالإنجليزية: Denise Ramsden)‏ مواليد 21 نوفمبر 1990 في الأقاليم الشمالية الغربية، كندا، هو دراج كندي في صنف سباق الدراجات على الطريق. شارك في دورة الألعاب الأولمبية الصيفية.

## روابط خارجية
- دينيس رامسدن على موقع الاتحاد الدولي للدراجات (الإنجليزية)
- دينيس رامسدن على موقع أرشيف الدراجات (الإنجليزية)
- دينيس رامسدن على موقع إحصائيات الدراجات الإحترافية (الإنجليزية)
- دينيس رامسدن على موقع نسبة الدراجات (الإنجليزية)
- دينيس رامسدن على موقع أوليمبيديا (الإنجليزية)
- دينيس رامسدن على موقع اللجنة الأولمبية الكندية (الإنجليزية)